# Rosé (énekesnő)
Rosé (Hangul: 로제, teljes nevén Roseanne Park, koreai neve: Park Chae-young; Auckland, 1997. február 11.) koreai–új-zélandi énekesnő, táncosnő, a Blackpink főénekese. 2021. március 12-én szólistaként is debütált, - R - című kiadványán az On the Ground és a Gone című dalokkal. A Born Pink albumon szintén szerepel szólója, Hard to Love címmel. 2024. december 6-án megjelent első stúdió albuma rosie címmel, melyen többek között szerepel a világhírnévre szert tett APT. (Bruno Marssal közösen), a Number One Girl és a toxic till the end című dalai.

## Pályafutása
Roseanne Park Aucklandben, Új-Zélandon született, Ausztráliában nőtt fel. Melbourne-ben a Canterbury Girls' Secondary College-ba járt, egyházi kórusban énekelt és pompomlány is volt. Folyékonyan beszél koreaiul és angolul. A nővére ügyvéd. Édesapja biztatására jelentkezett egy dél-koreai szórakoztató ügynökséghez, ahol aztán 700 résztvevő közül az első helyet szerezte meg a Sydneyben tartott meghallgatáson. Ezután – 16 éves korában − Dél-Koreába költözött.
2012-ben Park leszerződött a YG Entertainmenthez. Elvégzett egy négyéves szakiskolát, ahol éneket, táncot, gitározást és zongorázást tanult, amellett japán és koreai nyelvet.
2012-ben a Without You című dalt G-Dragonnal énekelte. Négy évnyi felkészülés után 2016-ban hivatalosan bejelentettek egy új lánycsapatot, benne Chaeyoungot is. A csapat Blackpink néven debütált.
Roseanne Park a zenei karrier mellett a francia Yves Saint-Laurent divatház kiemelt munkatársa is.
R. című szólóalbuma 2021 márciusában jelent meg. Jennie után ő a Blackpink második tagja, aki szólókarriert kezdett.